# Кардинал (цвет)

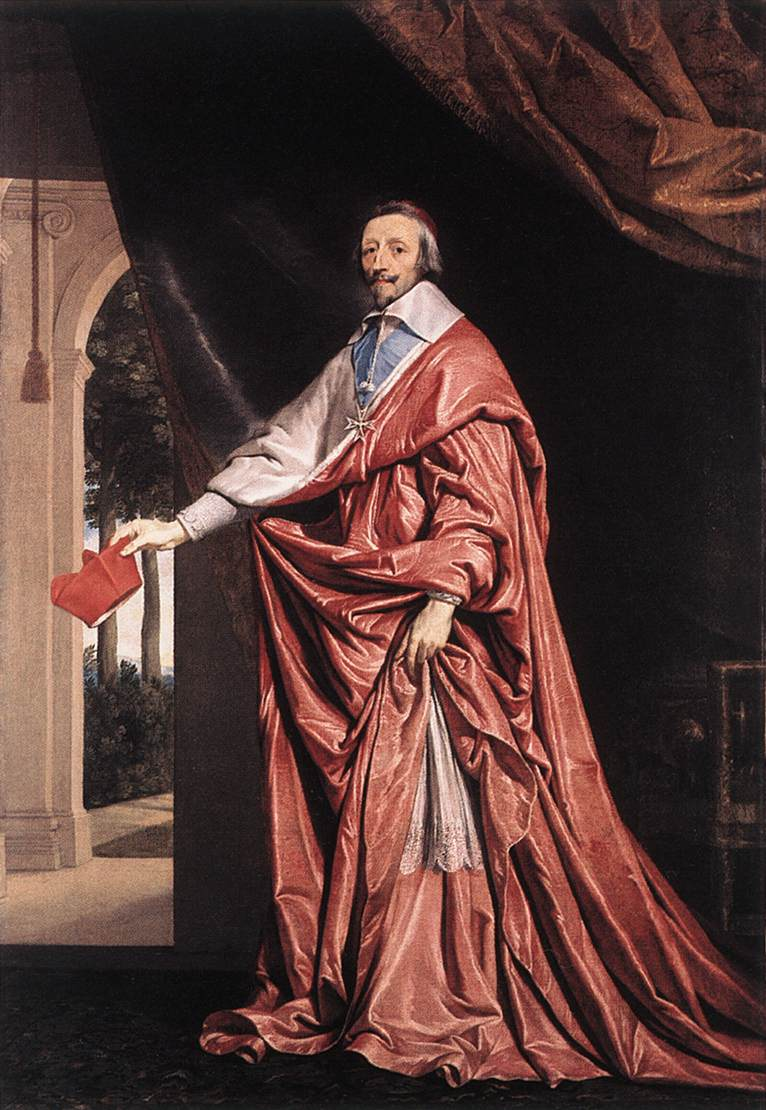
Ф. де Шампень. Портрет кардинала Ришельё. Ок. 1633—1640

Кардина́л — оттенок тёмно-красного, тёмно-тёмно-красного цвета, названный так оттого, что в него были окрашены облачения кардиналов. Цвет кардинальской мантии символизировал «преданность католическому престолу ценой крови».
Из-за окраски в этот цвет название «кардинал» получил род птиц.
Первое упоминание слова в качестве обозначения цвета в английском языке относится к 1698 году.
Известно также выражение «кардинал на соломе» — это сочетание красного и жёлтого цветов. Выражение появилось в связи со скандальным делом об ожерелье королевы (1785—1786) в правление Людовика XVI. Одеваясь в эти цвета, аристократы королевства выражали несогласие с заключением в Бастилию кардинала де Рогана.